# 莫卡切縣
莫卡切縣（西班牙語：Cantón Mocache），是厄瓜多爾的縣份，位於該國中西部，由洛斯里奧斯省負責管轄，面積562平方公里，2001年人口普查總數為33,481人，人口密度為每平方公里59.57人。
1°11′S 79°30′W / 1.183°S 79.500°W